# Automeris andicola
Automeris andicola är en fjärilsart som beskrevs av Eugène Louis Bouvier 1930. Automeris andicola ingår i släktet Automeris och familjen påfågelsspinnare. Inga underarter finns listade i Catalogue of Life.